# Cancellus heatherae
Cancellus heatherae — вид десятиногих ракоподібних родини діогенових (Diogenidae). Описаний у 2020 році.

## Назва
Вид названо на честь американської морської еволюційної біологині Гізер Брейкен-Гріссом (Heather Bracken-Grissom) за її значний внесок у молекулярні філогенетичні дослідження десятиногих ракоподібних, включаючи роботи, зосереджені на раках-відлюдниках та інших аномуранах, що населяють води Мексиканської затоки.

## Поширення
Вид поширений на північному заході Мексиканської затоки біля узбережжя Луїзіани. Єдиний відомий екземпляр був знайдений серед родолітів на глибині 95 м.